# Tách cảnh nền
Phương pháp tách cảnh nền (Tiếng Anh: Background subtraction) hay có thể gọi phương pháp phát hiện tiền cảnh (Tiếng Anh: foreground detection) là một kỹ thuật trong lĩnh vực xử lý ảnh và thị giác máy tính khi mà tiền cảnh (foreground) sẽ được tách ra cho những bước xử lý tiếp theo (ví dụ như nhận dạng đối tượng, nhận dạng cử chỉ, chuyển động, vv). Thông thường những vùng ảnh quan tâm sẽ thuộc vùng tiền cảnh của bức ảnh, vì vậy việc tách cảnh nền hiệu quả và chính xác giúp cho các hệ thống này đạt được sự ổn định và tính nhanh chóng. Sau bước tiền xử lý, các bước xử lý tiếp theo sẽ sử dụng kỹ thuật tách nền này. Tách cảnh nền được ứng dụng rộng rãi trong nhiều lĩnh vực như camera giám sát, nhận dạng đối tượng, nhận dạng cử chỉ đối tượng, giao thông để theo dõi lưu lượng xe...